# Teri Moïse
Pour les articles homonymes, voir Moïse (homonymie).
Teri Moïse est une auteure-compositrice-interprète américaine francophone, d’origine haïtienne, née à Los Angeles le 25 mars 1970, et morte le 7 mai 2013 à Madrid, en Espagne.
Elle s'installe en France durant les années 1990 et sort deux albums. En 1997, elle reçoit une Victoire de la musique et le prix Vincent-Scotto.

## Biographie

### Jeunesse et formation
Fille d'immigrés haïtiens, Teri Moïse naît à Los Angeles. Ses oncles André et Claude Pasquet, fondateurs du groupe Magnum Band, sont déjà des musiciens reconnus. Elle marque cependant la distance avec ses oncles, lorsqu'elle déclara en 1997 à La Presse : « Mes oncles, indique-t-elle, jouent dans le Magnum Band de Port-au-Prince. Je connais leur musique (le compas), mais je n'ai pas évolué essentiellement dans la culture haïtienne. À Los Angeles, nous avons grandi en anglais et en français. Je ne suis jamais allée en Haïti, d'ailleurs. Et je trouve dommage de n'avoir pu apprendre le créole. Il m'arrive de le reprocher à ma mère... » Elle grandit dans le quartier de South Central,. Après avoir étudié l'économie à l’université de Berkeley, elle s'établit à Paris en 1990 en tant que fille au pair. Elle y poursuit des études de lettres à la Sorbonne, mais se passionne également pour la musique. La jeune femme étudie le solfège, joue dans plusieurs groupes et décide finalement de rentrer à Los Angeles. Elle s'inscrit dans une école privée, le Musicians Institute (en),.

### Carrière
Teri Moïse retourne à Paris en 1992 et y travaille comme choriste. Elle commence à composer et réalise une maquette de trois de ses titres afin de les proposer à des interprètes avec Étienne Wersinger, mais son entourage la convainc de les chanter elle-même. Elle se fait connaître grâce à son premier single, intitulé Les Poèmes de Michelle. Le titre atteint la 11e place du classement des ventes en France, alors que son premier album, édité en 1996, se classe 12e. Le disque est réalisé par Étienne de Crécy et édité par Source, une filiale de Virgin Records, un label appartenant au groupe EMI,. Il est certifié Disque d'or par le SNEP un an après sa sortie. L'autre grand succès de la chanteuse, le single Je serai là, atteint la 8e place du Top 50 début 1997. La même année, Teri Moïse est récompensée aux Victoires de la musique dans la catégorie artiste interprète ou groupe francophone et reçoit le prix Vincent-Scotto.
Elle participe au collectif Ensemble contre le sida en interprétant la chanson Sa raison d'être, composée par Pascal Obispo. Son second album sort vers la fin de l'année 1998[évasif]. Durant l'été suivant, elle se produit dans plusieurs festivals, dont les Francofolies de Spa et de Montréal. Cependant, le disque ne rencontre pas le même succès que le précédent et Teri Moïse tombe peu à peu dans l'oubli. En froid avec son label, la chanteuse cherche à se libérer de son contrat discographique, qui lui impose la création d'un troisième album. En 2001, le conseil de prud'hommes tranche en sa faveur. Elle était défendue par l'avocat Simon Tahar, qui lui permet d'obtenir un jugement en sa faveur et fera jurisprudence sur les abus des majors de l'édition phonographique concernant les contrats à durée déterminée des artistes. Teri Moïse s'éloigne du paysage médiatique, elle s'installe à Barcelone avec son compagnon et vit de ses droits d’auteur. Elle continue de composer, mais ses nouveaux titres ne sont pas enregistrés, ni déposés à la Sacem, dont elle est sociétaire,. Elle rentre aux États-Unis afin de prendre soin de sa mère, puis s'établit à Berlin après la mort de celle-ci.
La chanteuse se suicide le 7 mai 2013 dans un hôtel de Madrid en Espagne. Son compagnon pendant 19 ans, Patrick Houlez, a dit que le racisme ambiant était l'une de ses grandes souffrances.

## Style musical
Teri Moïse s'inspire de la musique afro-américaine, mais interprète ses chansons en français. Son style est décrit comme un « mélange de groove, de poésie folk et de spleen aérien ».

## Discographie

### Albums
- 1996 : Teri Moïse
- 1998 : TERIMOÏSE

### Singles
- 1996 : Les Poèmes de Michelle
- 1996 : Je serai là
- 1997 : Il était mon avenir
- 1998 : Fais semblant
- 1998 : Il sait
- 1999 : Encore fou
- 1999 : Star